# Suriname ai Giochi olimpici
La prima partecipazione del Surinamea un'edizione dei Giochi olimpici risale a Roma 1960.
Da allora ha avuto una piccola delegazione ad ogni edizione dei Giochi estivi, eccetto quelle di Tokyo 1964 e di Mosca 1980. Prima del 1975, anno della sua indipendenza, fu presente con il nome di Guyana Olandese. Non ha mai partecipato ad edizioni dei Giochi olimpici invernali. Gli atleti del Suriname hanno vinto in totale due medaglie, entrambe conquistate da Anthony Nesty nel nuoto.
Il Comitato Olimpico Surinamese venne creato e riconosciuto dal Comitato Olimpico Internazionale nel 1959.

## Medaglieri

### Medaglie alle Olimpiadi estive
| Giochi                 | Oro              | Argento          | Bronzo           | Totale           |
| ---------------------- | ---------------- | ---------------- | ---------------- | ---------------- |
| Roma 1960              | 0                | 0                | 0                | 0                |
| Tokyo 1964             | non partecipante | non partecipante | non partecipante | non partecipante |
| Città del Messico 1968 | 0                | 0                | 0                | 0                |
| Monaco 1972            | 0                | 0                | 0                | 0                |
| Montreal 1976          | 0                | 0                | 0                | 0                |
| Mosca 1980             | non partecipante | non partecipante | non partecipante | non partecipante |
| Los Angeles 1984       | 0                | 0                | 0                | 0                |
| Seul 1988              | 1                | 0                | 0                | 1                |
| Barcellona 1992        | 0                | 0                | 1                | 1                |
| Atlanta 1996           | 0                | 0                | 0                | 0                |
| Sydney 2000            | 0                | 0                | 0                | 0                |
| Atene 2004             | 0                | 0                | 0                | 0                |
| Pechino 2008           | 0                | 0                | 0                | 0                |
| Londra 2012            | 0                | 0                | 0                | 0                |
| Rio de Janeiro 2016    | 0                | 0                | 0                | 0                |
| Tokyo 2020             | 0                | 0                | 0                | 0                |
| Parigi 2024            | 0                | 0                | 0                | 0                |
| Totale                 | 1                | 0                | 1                | 2                |

## Medagliati
| Medaglia | Nome          | Edizione        | Sport | Event                   |
| -------- | ------------- | --------------- | ----- | ----------------------- |
| Oro      | Anthony Nesty | Seul 1988       | Nuoto | 100 m farfalla maschili |
| Bronzo   | Anthony Nesty | Barcellona 1992 | Nuoto | 100 m farfalla maschili |